# Lapsang Souchong

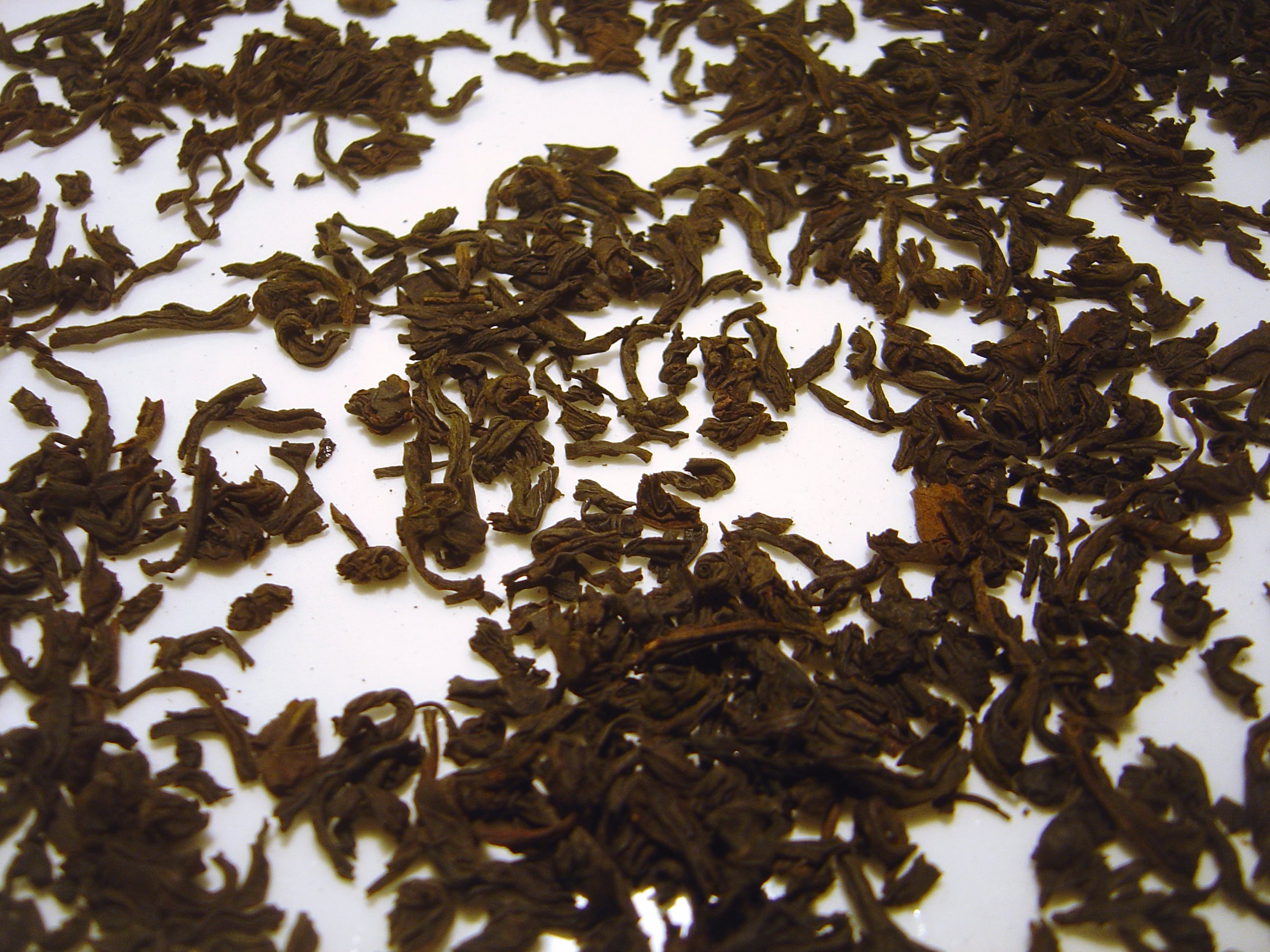
Lapsang-Souchong-Tee

Lapsang Souchong (chinesisch 立山小種 / 立山小种, Pinyin lìshān xiǎozhǒng, Jyutping lap6saan1 siu2zung2; alternativ auch 正山小種 / 正山小种,  zhèngshān xiǎozhǒng, Jyutping zing3saan1 siu2zung2) ist eine chinesische Teespezialität, ein sogenannter Rauchtee. Echter Lapsang Souchong stammt vom Zheng Shan, einem Teilgebiet des Wuyi-Gebirges in der Provinz Fujian und ist selten, da das Wuyi-Gebirge eine relativ kleine Region ist und gleichzeitig eine große Nachfrage nach dem Tee besteht. Es gibt einen großen geschmacklichen Unterschied zwischen echtem Lapsang Souchong und solchem, der aus anderen Regionen stammt und nur den Namen „Lapsang Souchong“ trägt.

## Herstellung
Kräftiger, großblättriger Schwarztee wird im Rauch von schwelenden Kiefernwurzeln, bzw. über brennendem, harzreichem Fichtenholz geräuchert, in einer Pfanne geröstet, gerollt und oxidiert, bevor er nochmals in Bambuskörben über Kiefern- oder Fichtenholz fertig geräuchert wird. Dadurch erhält Lapsang Souchong den für diese Teesorte charakteristischen, starken Rauchgeschmack, der an Lagerfeuer erinnert und den eigentlichen Teegeschmack überlagert.
Lapsang Souchong wird entweder pur getrunken oder aber anderen Teesorten beigemengt, um ihnen eine würzige Rauchnote zu verleihen. Mitunter wird diese Teesorte auch zum Kochen als Aromabeigabe verwendet.
Lapsang Souchong wird auch bei längeren Ziehzeiten nicht bitter, er ist daher zur Verwendung im Samowar geeignet.

## Rezeption
- Es war Sir Winston Churchills Lieblingstee, den er zusammen mit Zigarren während seiner Militärzeit in Kuba zu schätzen lernte.[1]
- Im Buch Colorado Saga (englisch Originaltitel: Cenntenial) des amerikanischen Autors James A. Michener, beschreibt der Trapper Alexander McKeag Lapsang Souchong:

“a man’s tea, deep and subtle and blended in some rugged place […] better even than whisky”

„ein Tee für Männer, tiefgründig und scharfsinnig und verschnitten an einem wilden, rauen Ort […] sogar besser als Whisky.“

- Nachdem ihr Verlobter die Verlobung aufgelöst hatte, trank Miss Celeste Temple im Buch Die Glasbücher der Traumfresser (englisch Originaltitel: The Glass Books of the Dream Eaters) des Autors Gordon Dahlquist, genau diesen Tee:

„Einen ganzen Tag lang blieb sie auf ihrem Zimmer und weigerte sich, etwas anderes als den bittersten Lapsang Souchong zu sich zu nehmen (weder mit Milch noch mit Zitrone). Selbst dieser Tee war nur ein dünnes, rostfarbenes, mit Wasser gestrecktes Gebräu, das weder anregte noch schmeckte.“

- In Raumschiff Enterprise – Das nächste Jahrhundert war vom Schauspieler Patrick Stewart als Captain Picards ursprüngliches Lieblingsgetränk Lapsang Souchong vorgesehen, wurde dann aber durch den bekannteren Earl Grey ersetzt.[2]
- Colin Hay, Sänger der australischen Band Men at Work erwähnt den Tee in seinem Song Beautiful World.[3]
- In der englischen Komödie Guest House Paradiso fragt ein Gast den Hotelinhaber beim Frühstück, ob er auch Lapsang Souchong habe. Darauf entgegnet er: „Oh nein, es ist nichts weiter, ich hab’ nur heute Morgen meine Unterwäsche falschrum angezogen.“[4]